# Dimahoo
Dimahoo es un videojuego de disparos maníaco de temática medieval desarrollado por 8ing / Raizing y publicado por Capcom para las salas de juego en 2000. Fue lanzado en Japón como Great Mahou Daisakusen (グ レ ー ト 魔法 大作 戦 Gurēto Mahō Daisakusen ?, "Great Magic Armageddon") . Es una secuela de Sorcer Striker de 1993 y Kingdom Grand Prix de 1994. La banda sonora del juego fue publicada por Suleputer.

## Gameplay
El juego se desarrolla en un entorno futurista con dragones, pequeñas tortugas con láser en la espalda y pequeños duendes verdes con ojos rojos. El jugador elige a uno de los cuatro amigos para viajar. Los dos personajes vuelan a través de los niveles en el juego y recogen elementos. Cada elemento tiene un valor de punto y los puntos se utilizan para completar un gráfico al final. Los artículos incluyen: comida, espadas, armaduras, botas, etc. Hacia el final del juego, los jefes se vuelven increíblemente difíciles. Los fondos rápidos crean un estado mental confuso para el jugador.
Todos los personajes de  Dimahoo  tienen un disparo estilo ametralladora, su propio ataque especial con bomba que finalmente los hace invisibles por un segundo y un ataque personal individual. El ataque de carga personalizado se puede usar una vez que se recoge el icono del libro mágico. Esto agrega dos satélites a la nave de los jugadores. Los satélites son los que llevan a cabo el ataque de carga. Después de mantener presionado el botón de carga, la ráfaga de carga se arma y luego el personaje cambia de rojo a azul. Si el jugador suelta el botón mientras el personaje está rojo, el ataque será más efectivo contra los enemigos azules. Del mismo modo, cuando el personaje es azul, será particularmente perjudicial para los enemigos rojos. Cuando los enemigos son destruidos por el ataque de carga, dejan caer su armadura, espada, escudo, comida, botas, cascos, joyas u objetos especiales. Estos artículos tienen valores de puntos y se pueden recopilar para obtener puntos. Las armas que se disparan desde los satélites también cambian de rojo a azul. Cuando las balas golpeen a los enemigos con el mismo color, los neutralizará. El jugador también puede recoger diamantes amarillos para llenar el medidor de puntos. Una vez que el medidor se llena por completo, el sonido de una campanilla se disparará. Aparecerá un cofre del tesoro con una bomba extra para que el jugador recoja. Una vez que se llena el medidor de puntos, se restablecerá a cero.